# Ballymun
Ballymun är en stadsdel i Irlands huvudstad Dublin, 7 km norr om stadens centrum. Ballymun ligger 62 meter över havet och antalet invånare är 6 262.